# Kanton Vorey
Vorey is een voormalig kanton van het Franse departement Haute-Loire. Het kanton maakte deel uit van het arrondissement Le Puy-en-Velay. Het werd opgeheven door het decreet van 17 februari 2014, met uitwerking op 22 maart 2015.

## Gemeenten
Het kanton Vorey omvatte de volgende gemeenten:
- Beaulieu
- Chamalières-sur-Loire
- Mézères
- Roche-en-Régnier
- Rosières
- Saint-Pierre-du-Champ
- Vorey (hoofdplaats)